# VfV 06 Hildesheim
VfV Borussia 06 Hildesheim (celým názvem: Verein für Volkssport Borussia von 1906 e. V. Hildesheim) je německý fotbalový klub, který sídlí v Hildesheimu, jenž leží ve spolkové zemi Dolní Sasko. Založen byl 1. července 2003 po fúzi fotbalového oddílu VfV Hildesheimu a sportovního klubu Borussia Hildesheim. Od sezóny 2018/19 působí v Oberlize Niedersachsen, páté německé nejvyšší fotbalové soutěži. Klubové barvy jsou červená, žlutá a bílá.
Své domácí zápasy odehrává na Friedrich-Ebert-Stadionu s kapacitou 8 000 diváků.

## Historické názvy
Zdroj: 
- 2003 – fúze klubů VfV Hildesheim a Borussia Hildesheim
- 2003 – VfV Borussia 06 Hildesheim (Verein für Volkssport Borussia von 1906 e. V. Hildesheim)

## Umístění v jednotlivých sezonách
Stručný přehled
Zdroj: 
- 2003–2004: Fußball-Oberliga Niedersachsen/Bremen
- 2004–2008: Niedersachsenliga West
- 2008–2009: Fußball-Oberliga Niedersachsen West
- 2009–2010: Fußball-Oberliga Niedersachsen Ost
- 2010–2015: Fußball-Oberliga Niedersachsen
- 2015–2018: Fußball-Regionalliga Nord
- 2018– : Fußball-Oberliga Niedersachsen

Jednotlivé ročníky
Zdroj: 
Legenda: Z - zápasy, V - výhry, R - remízy, P - porážky, VG - vstřelené góly, OG - obdržené góly, +/- - rozdíl skóre, B - body, červené podbarvení - sestup, zelené podbarvení - postup, fialové podbarvení - reorganizace, změna skupiny či soutěže
| Německo (2003 – ) |                                       |        |    |    |    |    |    |    |     |    |        |
| Sezóny            | Liga                                  | Úroveň | Z  | V  | R  | P  | VG | OG | +/− | B  | Pozice |
| 2003/04           | Fußball-Oberliga Niedersachsen/Bremen | 4      | 34 | 8  | 7  | 19 | 39 | 68 | -29 | 31 | 15.    |
| 2004/05           | Niedersachsenliga West                | 5      | 28 | 11 | 7  | 10 | 31 | 32 | -1  | 40 | 7.     |
| 2005/06           | Niedersachsenliga West                | 5      | 30 | 13 | 8  | 9  | 38 | 40 | -2  | 47 | 5.     |
| 2006/07           | Niedersachsenliga West                | 5      | 30 | 13 | 7  | 10 | 44 | 44 | 0   | 46 | 6.     |
| 2007/08           | Niedersachsenliga West                | 5      | 32 | 12 | 13 | 7  | 45 | 28 | +17 | 49 | 6.     |
| 2008/09           | Fußball-Oberliga Niedersachsen West   | 5      | 34 | 9  | 9  | 16 | 44 | 53 | -9  | 36 | 13.    |
| 2009/10           | Fußball-Oberliga Niedersachsen Ost    | 5      | 32 | 15 | 6  | 11 | 58 | 34 | +24 | 51 | 8.     |
| 2010/11           | Fußball-Oberliga Niedersachsen        | 5      | 38 | 18 | 13 | 7  | 58 | 46 | +12 | 67 | 5.     |
| 2011/12           | Fußball-Oberliga Niedersachsen        | 5      | 30 | 10 | 6  | 14 | 36 | 49 | -13 | 36 | 12.    |
| 2012/13           | Fußball-Oberliga Niedersachsen        | 5      | 30 | 12 | 4  | 14 | 47 | 63 | -16 | 40 | 10.    |
| 2013/14           | Fußball-Oberliga Niedersachsen        | 5      | 30 | 12 | 9  | 9  | 48 | 33 | +15 | 45 | 8.     |
| 2014/15           | Fußball-Oberliga Niedersachsen        | 5      | 30 | 19 | 5  | 6  | 61 | 23 | +38 | 62 | 2.     |
| 2015/16           | Fußball-Regionalliga Nord             | 4      | 34 | 12 | 8  | 14 | 46 | 50 | -4  | 44 | 10.    |
| 2016/17           | Fußball-Regionalliga Nord             | 4      | 34 | 9  | 12 | 13 | 33 | 41 | -8  | 39 | 15.    |
| 2017/18           | Fußball-Regionalliga Nord             | 4      | 34 | 6  | 10 | 18 | 25 | 59 | -34 | 28 | 16.    |
| 2018/19           | Fußball-Oberliga Niedersachsen        | 5      | 30 |    |    |    |    |    |     |    |        |